# Jimbaran
Jimbaran – miasto w południowej Indonezji, na Bali. Leży w południowej części wyspy i jest kurortem turystycznym. Znajduje się niedaleko lotniska Denpasar.